# Медовий місяць (Доктор Хаус)
«Медовий місяць» (англ. Honeymoon)  — двадцять друга серія першого сезону американського телесеріалу «Доктор Хаус». Прем'єра епізоду проходила на каналі FOX 24 травня 2005. Доктор Хаус і його команда мають врятувати чоловіка Стейсі Ворнер, колишної дівчини Хауса.

## Сюжет
Хаус погоджується оглянути Марка, чоловіка своєї колишньої подруги Стейсі. Єдині симптоми, які проявляються у Марка - біль у животі і параноя, також він двічі непритомнів. Команда Хауса і сам Марк вважають, що він здоровий. Жоден аналіз не показує причини хвороби, тому Хаус відправляє Марка на діагностичну операцію. Операція також нічого не прояснює, але після огляду відеозапису операції, Хаус помічає черевну епілепсію, яка вказує на неврологічну проблему. Форман і Чейз їдуть до будинку Стейсі та Марка і знаходять там лише пляшечку амфетаміну, який можливо, просто випадково туди потрапив. Також вони помічають розібраний гірський велосипед і касету та килимок для йоги, звідки роблять висновок, що не так давно Марк проміняв активний вид спорту на спокійніший, але пояснюють це банальним старінням. Через деякий час, вже в лікарні, Форман і Хаус перевіряють Маркову пам'ять. Проте відхилень від норми немає. Хаус вирішує подратувати пацієнта і розпитує того про стосунки зі Стейсі. У відповідь, щоб помститися Хаусу, Марк розповідає подробиці весілля та медового місяця в Парижі зі Стейсі. Тим самим показуючи прекрасну роботу пам'яті, Хаус заходить у безвихідь, але не здається.
Невдовзі у Марка розвивається параліч рук і ніг. Хаус вважає, що у нього поліневрит і призначає відповідні ліки. Коли Кемерон починає давати ліки, у Марка відбувається спазм горла. Кемерон думає, що він задихається, але Хаус помічає, що у його організмі достатньо кисню. Отже, спазм відбувся через панічний напад. З розмови зі Стейсі Хаус дізнається, що у них з Марком взагалі не було медового місяця, хоча Марк, при перевірці пам'яті, запевняв, що їх медовий місяць був у Парижі. Тепер Хаус розуміє справжню причину хвороби - гостра періодична порфирія. Проте, щоб підтвердити це, потрібно взяти аналіз сечі під час нападу, коли симптоми хвороби будуть чітко виражені. Так як не можна дізнатись коли він настане, Хаус хоче ввести спеціальний препарат, щоб викликати напад. Не зважаючи на вмовляння Стейсі, Марк відмовляється, бо бачить у Хаусі ревнивого суперника. Його сторону приймає і вся команда Хауса,- вони не дають ввести небезпечний препарат всупереч бажанню хворого, принаймні, без відповідного рішення суду. Хаус нібито здається, але раптово наближається до Марка і вколює тому препарат. Майже відразу у Марка починається напад, котрий підтверджує теорію Хауса. Після взяття аналізу і його дослідження, теорія Хауса отримує остаточне підтвердження. Марку вводять необхідні ліки, він починає одужувати.
Стейсі каже Хаусу, що все ще любить його, але не може бути з ним. Також Кадді повідомляє Хауса, що Стейсі хоче стати адвокатом лікарні, проте вона відмовиться від цієї посади, якщо Хаус буде проти. Незважаючи на свої почуття до неї, Хаус погоджується.